# Kościół św. Michała Archanioła w Kamieńczyku

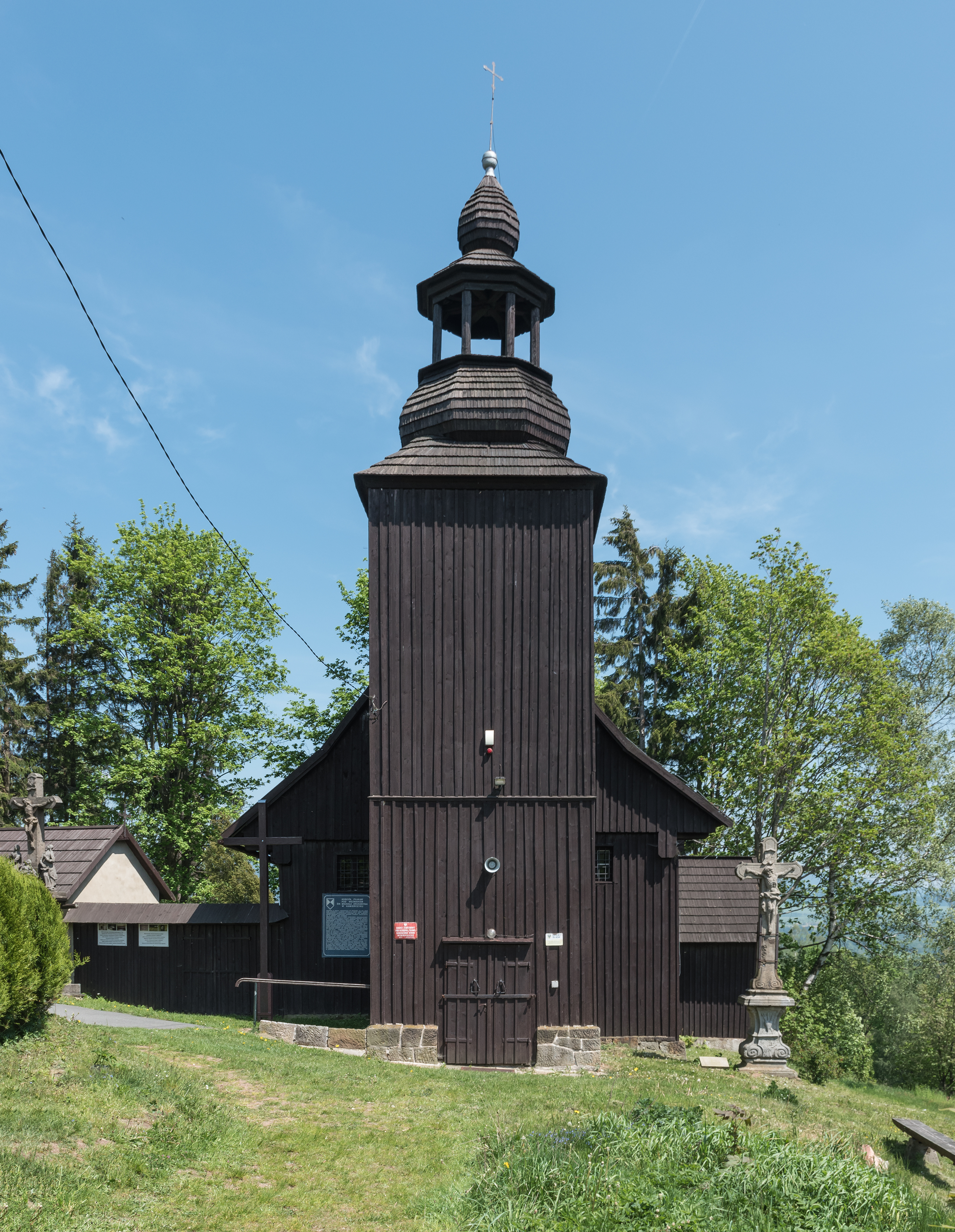
Widok od wschodu

Kościół w Kamieńczyku – kościół w Kamieńczyku w województwie dolnośląskim, w powiecie kłodzkim, w gminie Międzylesie. Wpisany do rejestru zabytków w 1958 roku. Jeden z czterech zachowanych drewnianych kościołów na Ziemi Kłodzkiej – pozostałe znajdują się w Zalesiu, Międzygórzu i Nowej Bystrzycy.

## Położenie
Kościół położony jest w południowo-zachodniej Polsce, w południowej części Gór Bystrzyckich, na niewielkim grzbiecie odchodzącym w kierunku wschodnim od wzniesienia Kamyk, w miejscowości Kamieńczyk, około 5 km na południowy zachód od centrum miejscowości Międzylesie.

## Historia
Kościół pw. św. Michała, filialny parafii Bożego Ciała w Międzylesiu został wzniesiony w 1710 przez mieszkańców Kamieńczyka wyznania ewangelickiego, za zgodą konsystorza biskupiego, jako kościół przedpogrzebowy na starym istniejącym wówczas cmentarzu. Prawdopodobnie kościół zbudowano na miejscu małej kaplicy cmentarnej. W 1740 kościół wyposażono późnobarokowy ołtarz główny, zakupiony ze starego kościoła w Lichkovie w Czechach. W 1731 wykonano empory oraz chór, które w 1734 czeski malarz Antoni Ferdynand Veit pokrył barokową polichromią, a w 1754 w kościele ustawiono ambonę. W 1793 roku na bocznych wewnętrznych ścianach umieszczono stacje Drogi Krzyżowej. W latach 1934–35 przeprowadzono remont kościoła, wymieniono zniszczone belki zrębu oraz pokrycie zewnętrznych ścian i dachu, a pod konstrukcją założono nowy fundament z kamienia oraz poszerzono zakrystię. W okresie tym wnętrze świątyni otrzymało nową polichromię o motywach roślinnych oraz nowe stacje drogi krzyżowej – obrazy namalowane na szkle przez Herberta Blaschke. Na początku XX wieku został odnowiony ołtarz przez Leona Richtera z Lądka-Zdroju. W latach 1995–2001 wykonano wiele prac remontowych i konserwacyjnych.

## Architektura
Kościół zbudowany w stylu barokowym, orientowany, jednonawowy, drewniany, o zwartej, lekkiej konstrukcji wieńcowej. Złożony z nawy i prezbiterium, zbudowany z drewna. Całość posadowiona na kamiennym fundamencie. W osi budowli od zachodniej strony znajduje się wysoka kwadratowa drewniana wieża konstrukcji słupowo–szkieletowej z kruchtą w przyziemiu od frontu całość oszalowana deskami w ułożeniu pionowym. Wieża zwieńczona barokowym, cebulastym hełmem gontowym z latarnią, chorągiewką i krzyżem. Stromy dach jednokalenicowy, dwuspadowy tworzący okapy, pokryty gontem. Po południowej stronie prezbiterium znajduje się prostokątna zakrystia ułożona prostopadle do osi kościoła, zwieńczona dachem dwuspadowym krytym gontem, z dwoma małymi prostokątnymi oknami w ścianie od strony południowej.

## Wnętrze

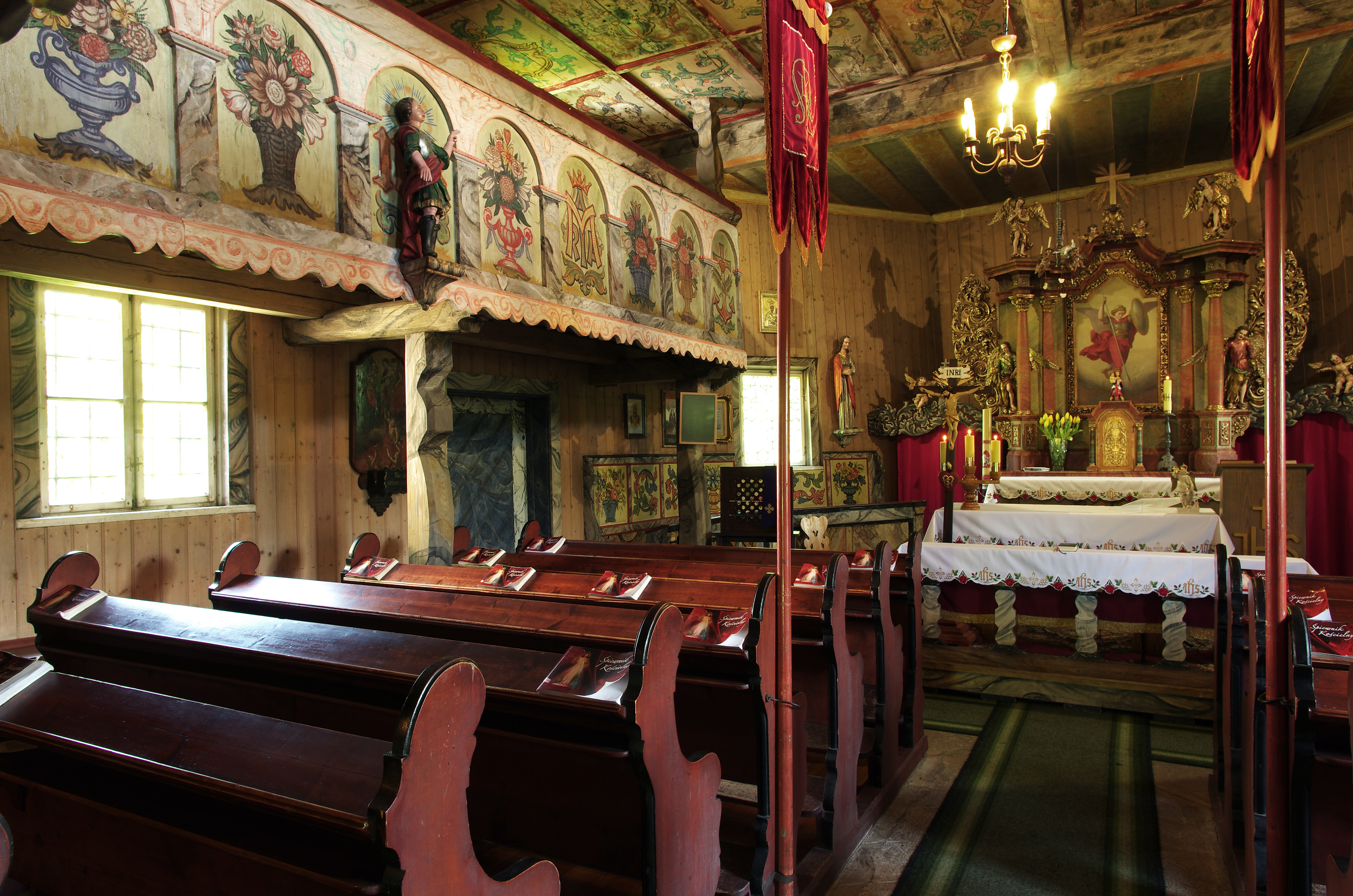
Wnętrze kościoła

Kościół salowy, jednonawowy, prezbiterium niewyodrębnione z nawy, zamknięte trójbocznie z zakrystią. Prezbiterium oddziela od nawy jedynie belka tęczowa, zakończona trójbocznie. Całość przykryta jest płaskim drewnianym stropem. Od frontu z zachodniej strony w przyziemiu czworokątnej wieży kościelnej mieści się kruchta. Za kruchtą nad nawą chór muzyczny z krótkimi bocznymi emporami wokół nawy. Parapety naw ozdobione są motywami wazonów z kwiatami a strop upiększony motywami roślinnymi. Malowane motywy ozdób na parapetach, nawach i stropie, wykazują ludowe cechy. Na jednym z rysunków na emporze widoczne trzy litery „A.f.V.”, prawdopodobnie są to inicjały praskiego malarza Antoniego Ferdynanda Veita, żyjącego w pierwszej połowie XVIII wieku. Naprzeciw chóru i kruchty w centralnej części prezbiterium ustawiony jest niewysoki, późnobarokowy polichromowany, drewniany ołtarz główny z obrazem, z około 1720 roku, przedstawiający św. Michała. Pośrodku ołtarza znajduje się figura patrona a po bokach aniołowie. Obok prezbiterium, w południowej części obok zakrystii, umieszczona jest ambona ze stromymi schodkami z 1754, wykonana przez A. Marza w formie wielobocznego korpusu osadzonego na kolumnie. W płycinach ambony całopostaciowe wizerunki ewangelistów. Między prezbiterium a nawą wisi ciekawy, ozdobny, ludowy świecznik z XVIII wieku w kształcie pierścienia z figurą Matki Boskiej z Dzieciątkiem, otoczonej przez putta trzymające świeczki. Nad wejściem, na środku parapetu empory (chór muzyczny), umieszczona rzeźba św. Anny Samotrzeci z połowy XVIII w. Na ścianach bocznych nawy stacje Drogi Krzyżowej – obrazy namalowane na szkle w latach 30. XX wieku przez Herberta Blaschke. W kościele jest jeszcze kilka ludowych rzeźb. Całość wystroju wnętrza tworzy ciekawy układ plastyczny.
Barokowa polichromia empor i chóru z 1734 roku autorstwa Antoniego Ferdynanda Veita, została latach 1935–36 przemalowana i ozdobiona bogatymi ornamentami roślinnymi.

## Otoczenie
Przed kościołem po północnej stronie kamienna rzeźba Ukrzyżowanie z II połowy XVIII wieku i murowany budynek dawnej kostnicy zwieńczony dwuspadowym dachem pokrytym gontem. Taki budynek zwano po łacinie ossuarium. Składano tu kości dawno zmarłych mieszkańców, których groby musiano rozkopywać dla nowych pochówków. Między budynkiem kostnicy a kościołem stoi wysoki drewniany płot z bramą zakończony okapem.
Po północnej stronie kościoła znajduje się stary cmentarz z porcelanowymi tablicami i różnokolorowymi inskrypcjami na grobach sprzed 1945. Cmentarz od 1950 nie jest użytkowany.